# Mount Charles
Mount Charles ist ein 1110 m hoher Berg im ostantarktischen Enderbyland. Er ragt 5 km südlich des Mount Cronus auf.
Der britische Seefahrer und Entdecker John Biscoe benannte auf einer Landkarte, die im Zuge seiner von 1830 bis 1831 dauernden Antarktisfahrt entstand, vier Berge in der Position der Scott Mountains nach den Brüdern Charles (1798–1876), Henry, Gordon und George Enderby des Wal- und Robbenfangunternehmens Samuel Enderby & Sons und Besitzer seines Schiffs Tula. Da später keiner dieser Berge identifizierbar war, übertrug das Antarctic Names Committee of Australia (ANCA) aus Kontinuitätsgründen einen dieser Namen auf den hier beschriebenen Berg. Dessen Position wurde anhand von Luftaufnahmen der Australian National Antarctic Research Expeditions aus den Jahren 1956 und 1957 bestimmt.